# Dominique Kaeppelin
Dominique Kaeppelin, né le 19 août 1949 au Puy-en-Velay (Haute-Loire) et mort dans la même ville le 17 avril 2019 est un artiste plasticien français, sculpteur et graveur d'art liturgique et d'art profane.
Il est le fils de Philippe Kaeppelin (1918-2011), artiste et sculpteur lui aussi.

## Biographie
Dominique Kaeppelin vient d'une famille d'origine alsacienne, qui, après la guerre de 1870, est venue s'installer au Puy-en-Velay, où son père Philippe Kaeppelin est né, en 1918, et où il naît lui aussi, en 1949. Il grandit fréquentant l'atelier de son père, puis suit le même parcours : formé à l'école des Beaux-Arts de Paris, il devient comme lui sculpteur d'art sacré et d'art profane.
Il travaille essentiellement en sculptant et gravant le bois, la pierre et le métal.
Il a réalisé plusieurs ouvrages dans des églises, rénovant ou aménageant des chœurs, ou créant des autels.  
Tout comme son père, il a travaillé à l'intérieur de la cathédrale Notre-Dame de leur ville natale, le Puy-en-Velay, ainsi qu'à l'extérieur, en réalisant en 2010 la statue de saint Jacques, en bois de hêtre, au sommet des grands escaliers de la cathédrale, pour marquer le départ du chemin de la via Podiensis, du pèlerinage de Saint-Jacques-de-Compostelle. Il a aussi aménagé le chœur de la cathédrale Saint-Jean de Belley (Ain), ou encore sculpté dans le bois un Christ en croix et un ensemble de statues de la Sainte Famille, et créé un autel pour la chapelle de l’hôpital Necker à Paris.
Dominique Kaeppelin meurt le 17 avril 2019 au Puy-en-Velay.

## Œuvres sacrées

### En Auvergne
- Cathédrale Notre-Dame du Puy-en-Velay (Haute-Loire) - Bse Agnès de Langeac et bse Eugénie Joubert, dans la chapelle des saints du Velay ; l'ambon aux quatre Vivants de la chapelle du Saint-Sacrement et différents pupitres de présidence[2] ; statue de saint Jacques[3], en bois de hêtre, au sommet des grands escaliers de la cathédrale, pour marquer le départ du Chemin  de la via Podiensis, du pèlerinage de Saint-Jacques-de-Compostelle, installée en 2010.
- Église Saint-Pierre, Yssingeaux - statue de la bienheureuse Eugénie Joubert[5].
- hapelle Saint-Clair, Aiguilhe - aménagement du chœur, croix.
- Centre du chemin, ;e Puy-en-Velay - Groupe de pèlerins de Saint-Jacques.
- Église Notre-Dame, Saint-Saturnin (Puy-de-Dôme) - travail de réaménagement[6].
- Chapelle des Pénitents Blancs, Le Puy-en-Velay - Mise au tombeau[7].

### Autres régions
- Cathédrale Saint-Jean de Belley (Ain) - aménagement du chœur, créations de la cuve baptismale[8], l’autel, l’ambon, le chandelier pascal, la croix de procession[9], la cathèdre, le siège de présidence, les chandeliers de l’autel sur pied, et la crédence[réf. souhaitée] (2008).
- Église Saint-Jacques, Bergerac - retable et autel.
- Église Notre-Dame de Dijon - aménagement du chœur.
- Cathédrale de Dijon, chapelle Guillaume de Volpiano - aménagement du chœur et peintures murales.
- Monastère Saint-Honorat - reliquaire, Vierge, Christ en résurrection.
- Église Saint-Laurent de Sausheim - aménagement du chœur.
- Saint-Christophe-de-Javel, Paris - aménagement du chœur.
- Église Sainte-Bernadette de Lorient -  mobilier liturgique, décoration de l'orgue.
- Lourdes - Aménagement de l'église Sainte-Bernadette, chapelle du Saint-Sacrement.
- Guyane, Matoury - aménagement de l’église Saint-Michel.
- Église de l’Immaculée Conception, Paris - aménagement du chœur
- Chapelle de Mont-Rolland - aménagement du chœur.
- Église Saint-Paul-des-Nations Sophia Antipolis - aménagement du chœur, retable, l'autel, le tabernacle et la statue de la Vierge
- Église Sainte-Bernadette d'Annecy - retable.
- Chapelle Anizan des Fils de la Charité, Issy-les-Moulineaux - aménagement retable.
- Chapelle de l’hôpital Necker, Paris - aménagement statue de la Sainte Famille.
- Église abbatiale de la Transfiguration-du-Seigneur de Saint-Guilhem-le-Désert - aménagement du chœur.
- Cathédrale de Bayonne - aménagement du chœur.
- Église Saint-Martin-et-Saint-Blaise de Louveciennes - aménagement du chœur.
- Cathédrale de Nanterre - aménagement du chœur, ambon et fonts baptismaux
- Église Saint-Pierre d’Amou - aménagement du chœur, croix.
- Église Sainte-Eulalie de Bordeaux - aménagement du chœur, croix.
- Église Saint-Louis de Brest - aménagement du chœur en 2015 (ambon, sièges de présidence, pupitre de chant).

## Divers
Commande publique : Conseil général de la Haute-Loire : 2006 : Sculpture en bronze sur le thème de la Loire et l’Allier, les deux principaux cours d'eau qui traversent le département de la Haute-Loire. Exposée au Conseil Général.

## Expositions
- 2013 : Galerie Théo de Seine, Paris
- 2010 : Galerie Arts Pluriel, Nantes
- 2002 : Andorre
- 2001 : Galerie Pedro Romano, Le Puy
- 1999 : Galerie Servoir, Le Puy.
- 1990 : Sur les chemins de Saint-Jacques, Le Puy, Rodez, Toulouse, Paris.
- 1980 : Mairie du Chesnay. 
  - Salon d’Art Sacré, Paris.
- 1978 : Galerie Anne Colin, Paris.
- 1973 : Salon d’automne.